# Llista de rellotges de sol del Pallars Sobirà
Llista de rellotges de sol instal·lats de forma permanent en espais públics de la comarca del Pallars Sobirà.

## Alt Àneu
| Nom                                         | Descripció | Localització            | Coordenades                                          | Fitxa | Imatge                                                                                          |
| ------------------------------------------- | ---------- | ----------------------- | ---------------------------------------------------- | ----- | ----------------------------------------------------------------------------------------------- |
| Refugi del Cap del Port, Bonaigua, Alt Àneu |            | Alt Àneu Carretera C-28 | 42° 39′ 50″ N, 0° 58′ 50″ E / 42.663955°N,0.980472°E |       | Refugi del Cap del Port, façana meridional, Àlt Àneu (Pallars Sobirà) · Carregueu una nova foto |